# (51985) Kirby
(51985) Kirby est un astéroïde de la ceinture principale.

## Description
(51985) Kirby est un astéroïde de la ceinture principale. Il fut découvert le 22 septembre 2001 à l'observatoire Goodricke-Pigott par Roy A. Tucker. Il présente une orbite caractérisée par un demi-grand axe de 3,20 UA, une excentricité de 0,10 et une inclinaison de 5,9° par rapport à l'écliptique.
Il est nommé d'après l'auteur américain de bandes dessinées Jack Kirby.